# Bessarábia

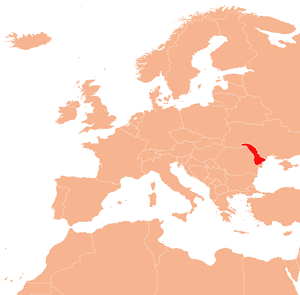
A Bessarábia / Basarabia na Europa

A Bessarábia (Basarabia em romeno; Бессарабия translit. Bessarabia, em russo; Бессарабія, translit. Bessarabia em ucraniano; Bessarabiya em azeri e gagauz; Besarabya em turco) é o topônimo, de origem turco-cumana/quipchaca, de uma região histórica da Europa Oriental. Seu território se divide entre Moldávia (parte setentrional) e Ucrânia (parte meridional, a Bessarábia histórica). Limita-se ao norte e a leste com a Ucrânia, através do Rio Dniestre; a oeste, com a Romênia, da qual se separa pelo Rio Prut (afluente da margem esquerda do Danúbio, no seu curso inferior); a sudeste, com o Mar Negro; e, ao sul, novamente com a Romênia, através do braço de Chilia (ou Kilia), no Delta do Danúbio (em romeno: Delta Dunării).

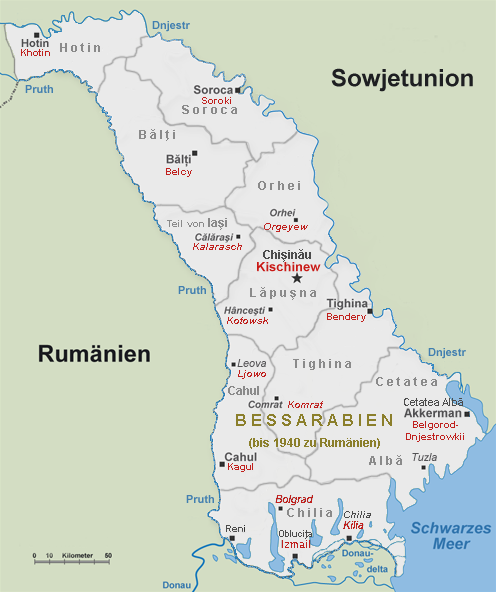
Limites da Bessarábia, 1940 (mapa legendado em alemão).

No antigo Império Russo, a  Bessarábia  correspondia à parte oriental do Principado da Moldávia, cedido pelo Império Otomano (do qual a Moldávia era estado vassalo) à Rússia, em 1812, nos termos do Tratado de Bucareste, firmado após a Guerra Russo-Turca (1806-1812). Sob o domínio russo, estruturou-se o Governo-geral da Bessarábia. A parte remanescente da Moldávia uniu-se à Valáquia em 1859, dando origem ao Reino da Romênia. O jornalista brasileiro Samuel Wainer nasceu na cidade de Edineţ na Bessarábia em 1912.